# Zita
Zita je ženské křestní jméno. Pochází patrně z italského výrazu zita, což znamená mladé děvče, nebo z perštiny, kde totéž slovo má tentýž význam. Jmeniny v českém kalendáři připadají na 19. září, ve slovenském kalendáři na 2. dubna, v katolickém kalendáři na 27. dubna. Ve většině jazyků ekvivalent tohoto jména zní také Zita, pouze v polštině je Zyta. Svatá Zita byla italská světice, žijící v letech 1218 – 1272 a je patronkou kuchařů, domácích služebníků a všech lidí hledajících klíče. Z panovníků nosila toto jméno pouze Zita Bourbonsko-Parmská, manželka posledního císaře Rakouska-Uherska Karla I.
Zita je zkrácenina Felizitas, římské bohyně štěstí a úspěchu.

## Zahraniční varianty
- Německy: Felizitas, Felizia
- Anglicky: Felicity
- Maďarsky: Felícía
- Francouzsky: Félice
- Rusky: Felicija
- Latinsky: Felicitas
- Polsky: Felicja(na)

## Statistické údaje
Následující tabulka uvádí četnost jména v ČR a pořadí mezi ženskými jmény ve srovnání dvou roků, pro které jsou dostupné údaje MV ČR – lze z ní tedy vysledovat trend v užívání tohoto jména:
| Rok       | Četnost  | Pořadí   |
| 1999      | 1579     | 187.     |
| 2002      | 1574     | 186.     |
| Porovnání | o 5 méně | o 1 lépe |

Změna procentního zastoupení tohoto jména mezi žijícími ženami v ČR (tj. procentní změna se započítáním celkového úbytku žen v ČR za sledované tři roky) je +0,5%, což svědčí o poměrně strmém[ujasnit] nárůstu obliby tohoto jména.

## Známé nositelky
- Felicitas – římská bohyně úspěchu a štěstí
- Felicitas (mučednice) - římská spolumučednice svaté Perpetuy
- Felicity Abram - australská triatlonistka
- Felicity Aston - britská dobrodružka a klimatoložka
- Zita Bourbonsko-Parmská – poslední rakouská císařovna a česká královna
- Felicitas Babušíková - slovenská krasobruslařka
- Felicity Galvez - australská plavkyně
- Felicitas Geiger - cyklocrossařka
- Felicitas Goodman - americký kulturní antropoložka
- Felicitas Heyne - německá psycholožka a spisovatelka
- Felicity Huffmanová - americká herečka
- Felicitas Franz - německá herečka
- Felicity Johnson - australská paralympionická cyklistka
- Felicity Jones - britská herečka
- Zita Kabátová – česká herečka
- Felicity Leydon-Davis - novozélandská kriketová hráčka
- Felicity Lott - britská sopranistka
- Felicity Palmer - britská mezzosopranistka
- Felicity Peake (1913 - 2002) - bývalá ředitelka britského ženského královského letectva
- Felicity Sheedy-Ryan - australská triatlonistka
- Felicity Wardlaw - australská silniční cyklistka
- Felicitas Woll - německá herečka